# Neutorkaserne

Mainz, Neutorstrasse 1908; links die Neutorkaserne

Die Neutorkaserne bestand zwischen 1866 und 1930 in der Altstadt von Mainz in der Neutorstraße, vormals Hundsgasse.

## Geschichte
Die Neutorkaserne wurde wohl im Zusammenhang mit dem Bau der Festungsanlage Neutor der Festung Mainz um 1866 errichtet. Der Schutz der für die Einfahrt der Züge der Hessischen Ludwigsbahn zu ihrem neuen Bahnhof errichteten Eisenbahnfestungstors, erforderte kasernierte Truppen in der Nähe. Aufgrund des Baus der Bahnstrecke Mainz–Ludwigshafen durch die Hessische Ludwigsbahn (HLB) zwischen 1847 und 1853 musste ein eigenes militärisch gesichertes Tor in die Festung geführt werden, da Mainz als Bollwerk gegen Frankreich vollständig von Festungsanlagen umgeben war.
Nach dem Krieg von 1866 wurde Mainz zuerst preußische Festung, sieben Jahre später Festung des Deutschen Reiches. Das markante Gebäude aus gelben Ziegelsteinen im Rundbogenstil war vierstöckig und wurde seitlich von vier Treppenhaustürmen flankiert, die jeweils mit vier krenelierten Ecktürmchen verziert waren.
Die Neutorkaserne wurde vom Fußartillerie-Regiment „General-Feldzeugmeister“ (Brandenburgisches) Nr. 3 genutzt, die zur Bedienung der Kasemattenbatterien am Neutor eingesetzt wurden. Mit dem Ende des Ersten Weltkrieges endete auch die militärische Nutzung der Neutorkaserne. Die französischen Besatzungstruppen nutzten sie noch unter dem Namen „Caserne Maistre“, nach dem Général de division Paul Maistre. Teile ihrer Munitionsfabrik wurden von 1924 bis 1926 in die Neutorschule integriert, die Kaserne wurde nach 1930 abgerissen.